# Periphyllidae
Periphyllidae é uma família de medusas da ordem Coronatae.

## Géneros
Estão descritos quatro géneros:
- Nauphantopsis Fewkes, 1885
- Pericolpa Haeckel, 1880
- Periphylla Haeckel, 1880
- Periphyllopsis Vanhöffen, 1900